# Atna
Atna is een plaats in de Noorse gemeente Stor-Elvdal in fylke Innlandet. Het dorp ligt aan riksvei 3 en Rørosbanen. Het ligt op de plek waar de rivier de Atna uitmondt in de Glomma. Bij het dorp ligt een station waar dagelijks meerdere treinen stoppen in beide richtingen. 

## Kerk

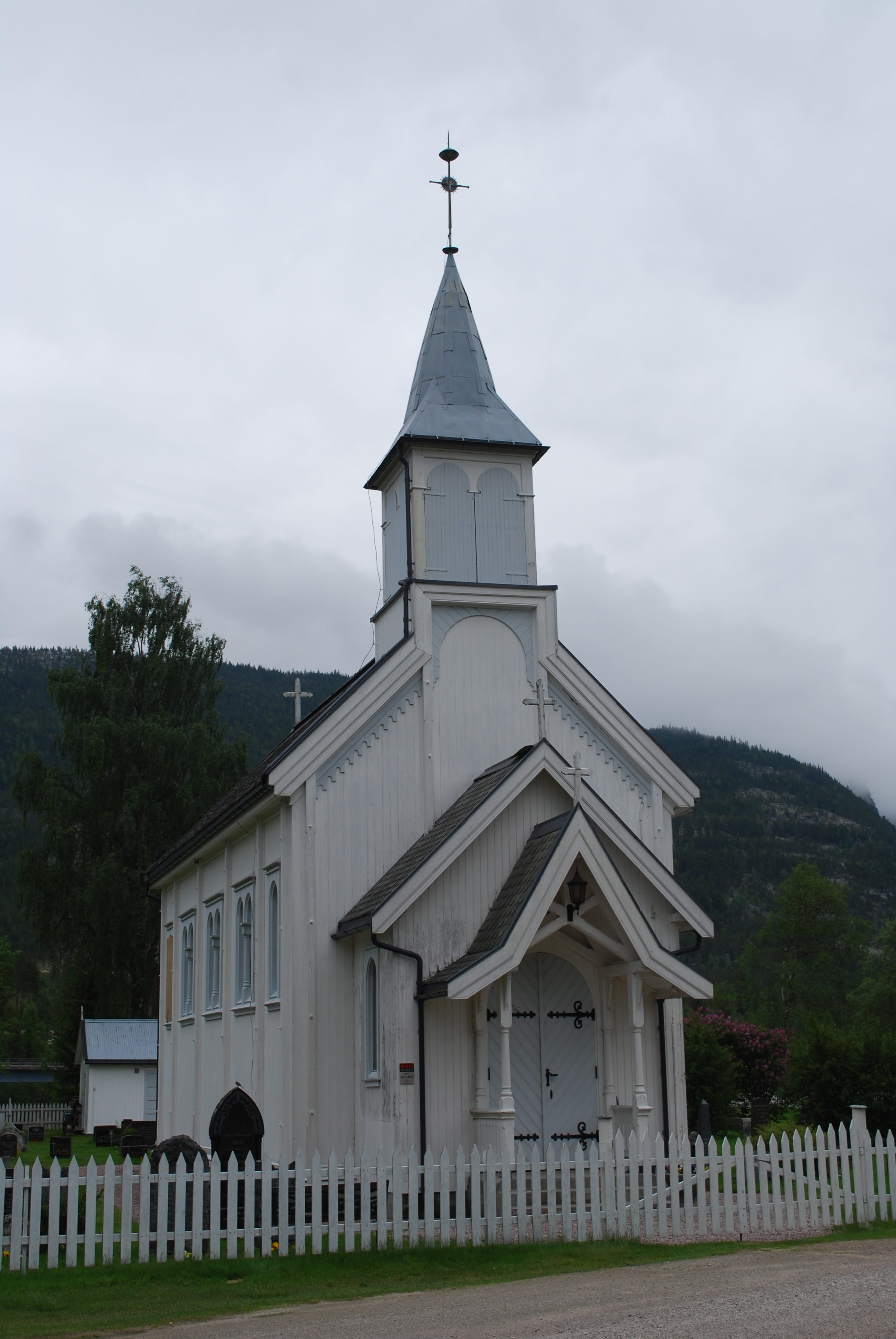
Atneosenkerk

De kerk van Atna staat een eind buiten het dorp. De Atneosenkerk is een houten kapel gebouwd in 1882. 